# アフロ・アジア語族
アフロ・アジア語族（アフロ・アジアごぞく、Afro-Asiatic）は、アラビア半島を中心とする西アジアおよび北アフリカに分布する語族。古くはセム＝ハム語族（または「ハム＝セム語族」）と呼ばれ、現在もこの語を使う学者もあるが、ひとつのまとまりをもつ「ハム語派」の存在は否定されている。

## 特徴

### 音声
アフロ・アジア語族の言語の多くは咽頭音 ħ ʕを持つ。また強勢音と呼ばれる一群の子音を持ち、多くの言語では放出音であるが、セム語派の一部（とくにアラビア語）やベルベル語派では咽頭化子音として現れる。

### 形態
人称代名詞に独立形と接尾辞形があり、後者は動詞の後ろに置かれると目的語を、名詞の後ろに置かれると所有者を表す。複数の語派を通じて共通の人称代名詞および指示代名詞の形が出現する。
語根は通常3つの子音からなり（ただし2つの子音からなるものも多い）、文法的機能によって異なるパターンに配置される。屈折要素にはアフロ・アジア語族共通の形態を指摘できる。

### 語彙
語派の枠を越えたアフロ・アジア語族の共通語彙や音韻対応はまだ研究途上にあり、アフロ・アジア祖語はほとんど構築されていない。しかし、*lis（舌）、*m-w-t/mut（死ぬ）、*s(i)m（名前）、*sin(n)（歯）などの語彙はアフロ・アジア語の複数の語派で共通である。

## 下位分類

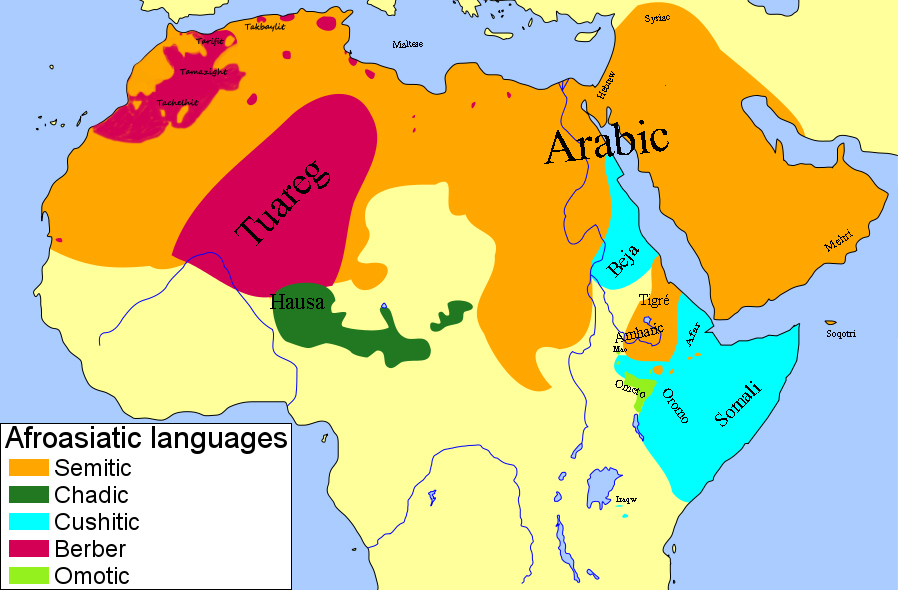
橙：セム語派、赤：ベルベル語派、水色：クシ語派、黄緑：オモ語派、濃い緑：チャド諸語

アフロ・アジア語族諸言語の分布

アフロ・アジア語族にはセム語派、エジプト語派、ベルベル語派、チャド語派、クシ語派、オモ語派の6つの語派があるが、このうちエジプト語派の言語はすべて消滅した。ほかにもベジャ語やオンゴタ語のようにアフロ・アジア語族の独立した語派ではないかと言われている言語がある。
古い名称である「セム＝ハム語族」は、創世記に記述されているノアの息子のセムとハムの子孫たちの分布がアフロ・アジア語族の分布に近いことにちなむ。このうちセム語派については現在も認められているが、「ハム語派」の存在は等語線の上からひとつのまとまりをなさないために否定されている。
ベルベル語派・エジプト語・セム語派は形態論的に近く、この3つは「北アフロ・アジア諸語」としてまとめられる可能性がある。またベルベル語派とチャド語派の共通点も指摘されている。ほかにもさまざまな分類が提案されているものの、現在のところ合意を得られたものは存在しない。
エジプト語は紀元前3000年ごろにさかのぼる資料を持つ。セム語派のアッカド語の資料は紀元前2350年ごろにさかのぼり、エブラ語も同じくらい古い。ヌミディア人の碑文の言語はおそらくベルベル語派と関係のある言語という。それ以外のクシ・オモ・チャド語派は古い文献を持たない。
各語派に含まれる言語は、主要なものだけ記した。語派内の分類は各項目または言語のグループの一覧を参照。
- オモ語派
  - 南オモ諸語（英語版）
  - マオ諸語（英語版）
  - 北オモ諸語（英語版）
- クシ語派
  - 東部クシ諸語：ソマリ語、アファル語
  - 東部低地クシ諸語（英語版）：オロモ語
  - 東部高地クシ諸語：シダモ語
  - 中央クシ諸語（Agaw languages）：ビリン語
  - 北部クシ諸語：ベジャ語派
- エジプト語派：古エジプト語（英語版）、中エジプト語（英語版）、新エジプト語、コプト語
- チャド語派
  - 西チャド諸語（West Chadic languages）：ハウサ語（ハウサ族）、アンガス語（英語版）
  - 中央チャド諸語 (ビウ＝マンダラ諸語（英語版）)
  - 東チャド諸語（East Chadic languages）
  - マサ諸語（Masa）
- セム語派
  - 東方セム諸語：アッカド語、エブラ語
  - 中央セム諸語：ヘブライ語、アラム語、ウガリット語、アラビア語、古代南アラビア語など
  - 南方セム諸語
    - 南アラビア諸語
    - エチオピア・セム諸語：アムハラ語、ティグリニャ語、ティグレ語、ゲエズ語など
- ベルベル語派
  - グアンチェ諸語
  - en:Numidian language
  - トゥアレグ諸語
  - 東部ベルベル諸語（英語版）
  - 西部ベルベル諸語（英語版）
  - 北部ベルベル諸語（英語版）：カビール語、シルハ語etc...

## ホームランドと拡散

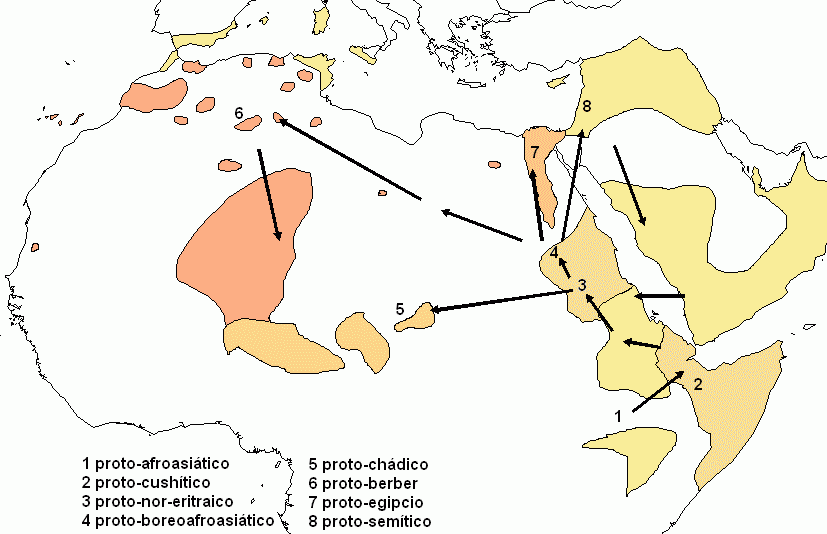
Ehretによるアフロアジア語族の伝播の一案

アフロ・アジア語族の原郷については議論が分かれるが、現在アフロ・アジア語族の諸言語が話される地域の中心あたり、あるいはそれより東寄りのエジプト南端からスーダン北部あたりに置く学者が多い。少数の学者は南西アジアを原郷と主張している。
アフロ・アジア語族の拡散と関連する遺伝子としてY染色体ハプログループE1b1b系統があげられる。またハプログループM1 (mtDNA)もアフロ・アジア語族と関連している。E1b1b(Y-DNA)、M1(mtDNA)は共に北東アフリカ発祥とされ、言語系統樹、Y染色体系統樹のいずれもがアフロ・アジア語族のアフリカ発祥を示している。